# Лампона (Комо)
Лампона је насеље у Италији у округу Комо, региону Ломбардија.
Према процени из 2011. у насељу је живело 47 становника. Насеље се налази на надморској висини од 389 м.